# Bonnie Blue Flag

Bonnie Blue Flag, le drapeau de la république de Floride occidentale, en 1810.

Le Bonnie Blue Flag est le drapeau de l'éphémère république de Floride occidentale, en Amérique du Nord. Il est composé d'une seule étoile blanche sur fond bleu.
En septembre 1810, les colons du territoire espagnol de Floride occidentale se révoltent contre le gouvernement espagnol et proclament une république indépendante. Le Bonnie Blue Flag est hissé au fort espagnol de Bâton-Rouge le 23 septembre 1810.
En décembre 1810, la Floride occidentale est annexée par les États-Unis et la république cesse d'exister, après 74 jours. Le territoire de la Floride occidentale est partagé en quatre États : Louisiane, Mississippi, Alabama et Floride.

## Influence sur le drapeau du Texas
En 1836, le Bonnie Blue Flag sert d'inspiration pour le premier drapeau de la république du Texas, connu sous le nom de Burnet Flag. Il est remplacé en 1839 par l'actuel Lone Star Flag.

## Utilisation dans la guerre civile
Quand le Mississippi fit sécession de L'Union le 9 janvier 1861, comme signe d'indépendance le Bonnie Blue Flag est hissé sur le Capitole à Jackson. Un immigrant d'Irlande du Nord nommé Harry McCarthy (en) était présent, et écrivait, plus tard, la chanson The Bonnie Blue Flag (« bonnie » vient d'un mot Écossais signifiant « beau »). Elle est devenue une chanson de marche populaire, et le drapeau a été employé comme drapeau officieux des États confédérés d'Amérique pendant la guerre civile. Le refrain est :
Hurrah! Hurrah!

For Southern Rights, Hurrah!

Hurrah for the Bonnie Blue Flag

That bears a Single Star!

Le drapeau du Magnolia.

Le Bonnie Blue Flag a une signification spéciale pour la brigade du Texas. La chanson a été présentée en première par l'auteur Harry McCarthy pendant un concert à Jackson, Mississippi, au printemps 1861 et encore exécutée en septembre de cette même année à l'académie de musique de la Nouvelle-Orléans pour le premier régiment d'infanterie volontaire du Texas se rassemblant dans la célébration. La maison d'édition de musique de la Nouvelle-Orléans appartenant à A.E. Blackmar a publié six éditions du Bonnie Blue Flag entre 1861 et 1864 avec trois arrangements additionnels. L'air était si populaire que le hénéral Benjamin Butler a arrêté et condamné Blackmar pour l'avoir éditée. 
Le Général Longstreet écrit dans ses mémoires : « Mon esprit a été soulagé par l'information que ma démission a été acceptée, pour entrer en vigueur le 1er juin 1861. Dans notre voyage le jour suivant nous avons traversé la ligne dans l'État du Texas. Des pressentiments sombres de vieux amis, il a semblé à El Paso que nous étions entrés dans un monde différent. Tout était enthousiasme et excitation, et des chansons de « Dixie and South » ont été entonnées sur un air embaumé. Mais une fille du Texas n'est pas montée à un état de charme incandescent jusqu'à ce que le bruit des premières notes du Bonnie Blue Flag ait atteint son oreille. Ses pieds ont fait des bonds, ses membres dansés, ses mains tapotées, ses yeux ont rougeoyé, ses lèvres bougé, bien qu'elle ne se soit pas inquiétée pour parler. Elle a semblé soulevée dans le ciel, enthousiasmée et à flot, se tenant sur l'étoile seule dans l'espoir joyeux. »
Quand le Mississippi a fait sécession de l'Union le 9 janvier 1861, comme un signe d'indépendance le Bonnie Blue Flag a été hissé au-dessus du capitole de Jackson. Le 26 janvier 1861, le Mississippi a officiellement adopté un nouveau drapeau, incluant le Bonnie Blue Flag dans son canton et un magnolia au milieu (connu sous le nom de drapeau du magnolia). Ce drapeau est resté en service jusqu'en 1894.

## Usage actuel
Le drapeau est encore employé pour représenter le Sud des États-Unis, et pour certains c'est une manière de représenter la faveur pour la doctrine des droits des États, puisque le drapeau de la guerre civile n'est pas associé à l'esclavage, on le considère une alternative moins-blessante aux drapeaux des États confédérés d'Amérique. Cependant, il reste controversé comme le drapeau du Sud alors que l'esclavage était encore banal. De plus, son utilisation officieuse, par les Confédérés, pendant la guerre civile le rend toujours pénible pour les Afro-américains. 
Aujourd'hui, le drapeau flotte dans la majorité de la région des paroisses de Floride en Louisiane, il est employé comme symbole le long de l'Interstate 12 qui a été désigné la « république de la Floride occidentale Parkway ». Le HMGS-Sud, entreprise qui conçoit des maquettes pour des jeux de guerre miniatures, emploie le drapeau dans la référence à l'organisation ; l'endroit et l'appréciation de l'histoire particulièrement pour des activités se sont rapportés au jeu de guerre miniature. Un drapeau presque identique pourtant indépendant, dépeignant une étoile simple sur un champ bleu, est normalement montré pendant des cérémonies militaires des États-Unis indiquant la présence d'un contre-amiral de l'US Navy ou d'un général de brigade de l'US Air Force. 
Les dirigeants généraux de l'US Marine Corps ou d'armée montrent un drapeau semblable avec un fond rouge et un nombre approprié d'étoiles blanches correspondant à leur rang (brigadier général, une étoile ; général principal, deux étoiles ; Général de corps, trois étoiles ; général, quatre étoiles). Ces drapeaux sont généralement montrés séparément du drapeau des États-Unis à l'aide de l'attachement à un personnel secondaire de drapeau.
Le Bonnie Blue Flag est presque identique à celui de la Somalie qui a une nuance de bleu plus légère et avec une plus petite étoile.